# Chrysotoxum tjanshanicum
Chrysotoxum tjanshanicum är en tvåvingeart som beskrevs av Peck 1974. Chrysotoxum tjanshanicum ingår i släktet getingblomflugor, och familjen blomflugor. Inga underarter finns listade i Catalogue of Life.